# Ephydra hians
Ephydra hians är en tvåvingeart som beskrevs av Thomas Say 1830. Ephydra hians ingår i släktet Ephydra och familjen vattenflugor. Inga underarter finns listade i Catalogue of Life.

## Bildgalleri

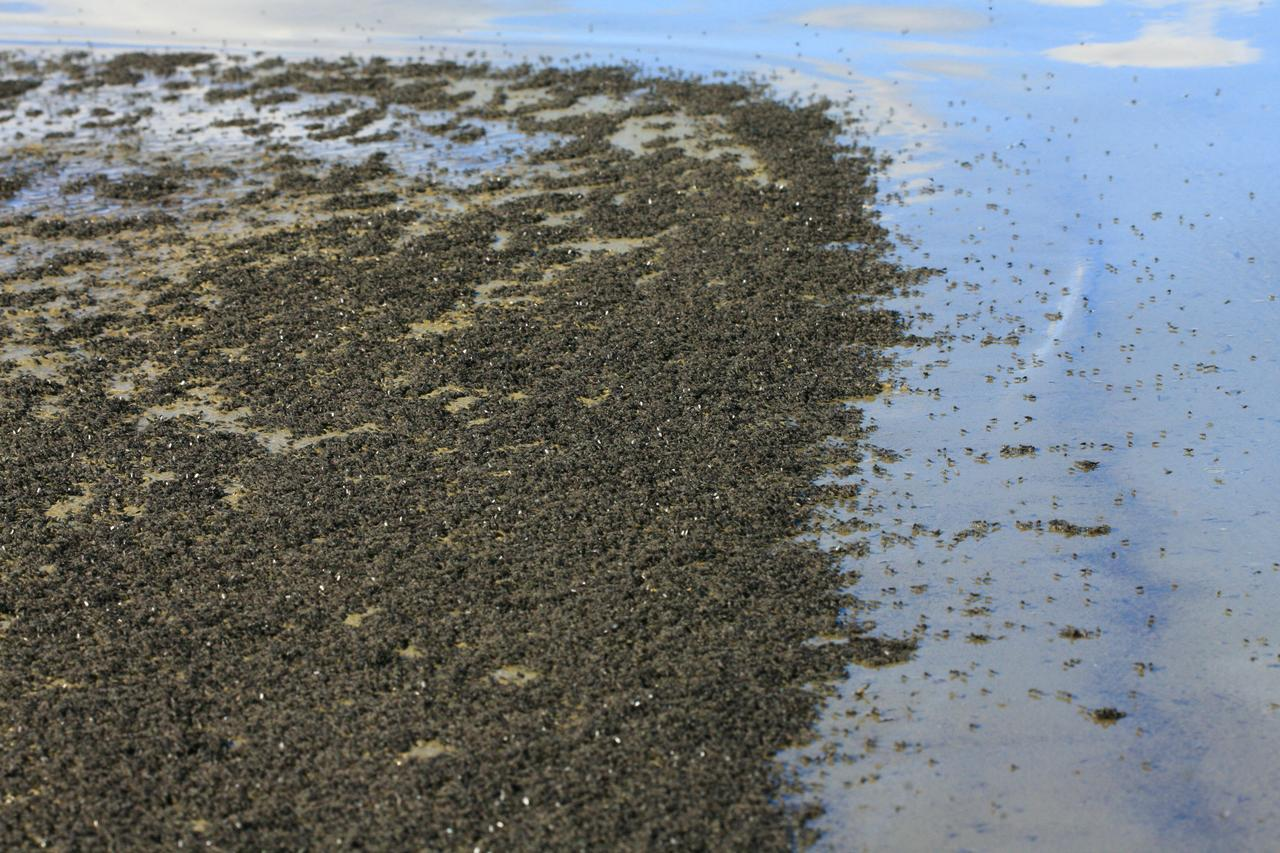
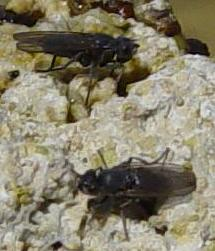